# Torneo de Reservas de Chile 1965
El Torneo de Reservas de Chile 1965, también conocido como Torneo de Reserva del Fútbol Profesional 1965, fue la 33.º edición del campeonato de reservas de la Primera División de Chile, organizado por la Asociación Central de Fútbol. El campeón fue Universidad Católica, obteniendo de esa forma el segundo título consecutivo desde 1964 hasta esa temporada.

## Formato
Compitieron los planteles de ocho clubes del Torneo de Primera División 1965 y cuatro de Segunda División. Estos equipos estaban conformados por jugadores profesionales y jóvenes valores del fútbol formativo. Se disputó con dos ruedas en el sistema de todos contra todos.

## Desarrollo
Al término de la primera rueda, la tabla era liderada por Colo-Colo y Palestino con 16 puntos, a continuación venían Universidad Católica y Unión Española, con 15 y 14, respectivamente.
Avanzado el torneo, Universidad Católica asumió el liderato. En las últimas fechas, se perfilaba como el principal candidato al título. En la penúltima fecha, derrotó a Ferrobádminton por 2:1, quedando a un triunfo de alcanzar el título.
El 8 de febrero de 1966, Universidad Católica derrotó por 3:0 a Palestino y se consagró campeón. Aunque su más cercano perseguidor, Colo-Colo, tenía un partido pendiente con Magallanes, y podía aspirar a un partido de definición, las bases estipulaban que en caso de igualdad de puntaje el torneo se dirimiría por diferencia de goles. Católica había convertido 70 veces durante el campeonato y recibido 28, por lo tanto se consideró irremontable.
No se dispone de información acerca de si el partido pendiente llegó a disputarse, pero en caso de que aquello ocurriera no incidió en la definición del título. Publicaciones posteriores demuestran que el título del Torneo de Reservas de Chile de esa temporada fue obtenido por los cruzados.
Entre los jugadores destacados del elenco campeón estuvieron Leopoldo Vallejos y Adán Godoy, porteros que alternaron; Eleodoro Barrientos, quien también era animador constante en el primer equipo; Freddy León; Luis Olivares; Esteban Varas; Rómulo Betta, jugador de amplia trayectoria para ese entonces; Juan Barrales; René Hormazábal; Mario Livingstone; Fernando Carvallo; Juan Herrera; y Manuel Gaete.

## Resultados
Se dispone de información de la penúltima y última fecha.
| Universidad Católica | 2:1 | Ferrobádminton       | Independencia |
| Universidad Técnica  | 1:1 | Universidad de Chile | U. Técnica    |
| Palestino            | 3:0 | M. de Santiago       | Santa Laura   |
| Unión Española       | 4:2 | Santiago Morning     | Santa Laura   |
| Colo-Colo            | 4:0 | Iberia               | Maipú         |
| Magallanes           | 4-3 | Audax Italiano       | Maipú         |

| Universidad Católica | 3:0 | Palestino            | Independencia |
| Colo-Colo            | 3:1 | Audax Italiano       | Santa Laura   |
| Unión Española       | 3:1 | Universidad de Chile | Santa Laura   |
| Ferrobádminton       | 1:0 | Santiago Morning     | San Eugenio   |
| Magallanes           | 1-1 | M. de Santiago       | S/i           |
| Universidad Técnica  | 5:1 | Iberia               | U. Técnica    |

## Tabla de Posiciones
Se dispone de información de los dos primeros lugares.
| POS | Equipo               | PTS |
| --- | -------------------- | --- |
| 1.  | Universidad Católica | 34  |
| 2.  | Colo-Colo            | 32  |

## Campeón
|                      |
| Universidad Católica |
|                      |
| 3.° título           |